# 't Is gebeurd
't Is gebeurd was een 30 minuten durend humoristisch archiefprogramma dat van 2016 tot 2018 uitgezonden werd op de Vlaamse commerciële zender VIER (het huidige Play4).
In het programma presenteerden Thomas Huyghe en Marc Cambré vanuit een soort archiefkamer een selectie van grappige, verrassende of legendarische fragmenten uit het archief van Woestijnvis, VT4 en VIER. Naast de 25 reguliere afleveringen was er in december 2017 ook een kerstspecial van het programma te zien.

## Afleveringen

### Seizoen 1
Het eerste seizoen bestond uit zes afleveringen die uitgezonden werden van 6 februari tot 12 maart 2016. De laatste aflevering had een gastoptreden van Gilles De Coster.

### Seizoen 2
Het tweede seizoen bestond eveneens uit zes afleveringen en werd uitgezonden van 12 november tot 17 december 2016. In dit seizoen waren er verschillende gastrollen, oa Frank Vander linden en Peter Van Asbroeck als 'Baas van de Televisie'.

### Seizoen 3
Seizoen 3 werd uitgezonden van 8 februari tot 15 maart 2017. Vanaf dit seizoen was er wekelijks een gast in het archief.
| Afl. | Uitzenddatum     | Gast                     |
| ---- | ---------------- | ------------------------ |
| 1    | 8 februari 2017  | Gert Verhulst            |
| 2    | 15 februari 2017 | Martin Heylen            |
| 3    | 22 februari 2017 | Erik Van Looy            |
| 4    | 1 maart 2017     | Steve Tielens en Monique |
| 5    | 8 maart 2017     | Neveneffecten            |
| 6    | 15 maart 2017    | Ben Segers               |

### Seizoen 4
Het vierde en laatste seizoen bestond uit 7 afleveringen die werden uitgezonden van 11 april tot 23 mei 2018.
| Afl. | Uitzenddatum  | Gast                                |
| ---- | ------------- | ----------------------------------- |
| 1    | 11 april 2018 | Jani Kazaltzis                      |
| 2    | 18 april 2018 | Frieda Van Wijck                    |
| 3    | 25 april 2018 | Rob Vanoudenhoven                   |
| 4    | 2 mei 2018    | Jeroom Snelders en Élodie Ouédraogo |
| 5    | 9 mei 2018    | Steven Van Herreweghe               |
| 6    | 16 mei 2018   | Hans Otten                          |
| 7    | 23 mei 2018   | Otto-Jan Ham                        |